# Boubacar Diallo (Leichtathlet, 1954)
Boubacar Diallo (* 22. November 1954) ist ein ehemaliger senegalesischer Leichtathlet, der sich auf den Sprint spezialisiert hat. 1982 wurde er Afrikameister im 200-Meter-Lauf.

## Sportliche Laufbahn
Erste internationale Erfahrungen sammelte Boubacar Diallo vermutlich im Jahr 1979, als er bei den erstmals ausgetragenen Afrikameisterschaften in Kairo mit der senegalesischen 4-mal-100-Meter-Staffel in 41,60 s gemeinsam mit Cheikh Touradou Diouf, Momar N’Dao und Yoro Diba die Silbermedaille hinter dem ivorischen Team gewann. Bei der Sommer-Universiade in Mexiko-Stadt schied er mit 21,23 s im Halbfinale im 200-Meter-Lauf aus. Im Jahr darauf nahm er an den Olympischen Sommerspielen in Moskau teil und schied dort mit 10,75 s in der ersten Runde im 100-Meter-Lauf aus und schied über 200 Meter mit 21,10 s im Viertelfinale aus. Zudem kam er mit der Staffel mit 40,25 s nicht über den Vorlauf hinaus. 1981 schied er bei den Studentenweltspielen in Bukarest mit 11,13 s in der ersten Runde über 100 Meter aus und belegte in 21,08 s den sechsten Platz über 200 Meter. Zudem gelangte er mit der Staffel mit 40,75 s auf Rang acht. Im Jahr darauf siegte er in 20,97 s über 200 Meter bei den Afrikameisterschaften in Kairo und gewann über 100 Meter in 10,50 s die Bronzemedaille hinter dem Ghanaer Ernest Obeng und Théophile Nkounkou aus der Republik Kongo. Zudem gewann er mit der 4-mal-100-Meter-Staffel in 40,6 s die Silbermedaille hinter dem ivorischen Team und sicherte sich auch mit der 4-mal-400-Meter-Staffel in 3:05,75 min gemeinsam mit Moussa Fall, Babacar Niang und Amadou Dia Ba die Silbermedaille hinter dem Team aus Kenia. 1983 belegte er bei der Sommer-Universiade in Edmonton in 20,92 s den siebten Platz über 200 Meter und wurde mit der 4-mal-400-Meter-Staffel in 3:10,40 min Siebter. Anschließend verhalf er der Staffel bei den erstmals ausgetragenen Weltmeisterschaften in Helsinki zum Halbfinaleinzug und schied über 200 Meter mit 20,96 s ebenfalls im Halbfinale aus. Im Jahr darauf nahm er erneut an den Olympischen Sommerspielen in Los Angeles teil und schied dort mit 46,73 s in der ersten Runde im 400-Meter-Lauf aus und wurde mit der Staffel im Vorlauf disqualifiziert. Kurz darauf siegte er bei den Afrikameisterschaften in Rabat gemeinsam mit Babacar Niang, Moussa Fall und Amadou Dia Ba mit neuem Meisterschaftsrekord von 3:04,76 min. 1985 beendete er seine aktive sportliche Karriere im Alter von 30 Jahren.

## Persönliche Bestleistungen
- 100 Meter: 10,0 s, 20. März 1982 in Dakar
- 200 Meter: 20,72 s (+0,1 m/s), 9. Juli 1983 in Edmonton
- 400 Meter: 45,86 s, 4. September 1983 in Rieti